# MNK Alumnus
Il Malonogomentni Klub Alumnus è una squadra croata di Calcio a 5 con sede a Zagabria.

## Storia
Fondata nel 2002 come rappresentativa studentesca della Facoltà di Ingegneria Elettrotecnica e Informatica dell'Università di Zagabria, solamente sei anni più tardi si iscrive a un campionato organizzato dalla HNS come OVB Allfinaz (per ragioni di sponsorizzazione). La prima partita ufficiale, giocata nel settembre 2008, ha coinciso con la prima vittoria ottenuta per 4-1 sul campo dello Jastreb. Al termine della stagione 2010-11 grazie a 15 vittorie su 18 partite giocate, ha vinto il girone Nord della Seconda Divisione, venendo promossa nella massima serie nazionale. Nella stagione 2012-2013 la società assume la denominazione MNK Alumnus, affidando la guida tecnica all'ex commissario tecnico della Nazionale Mićo Martić. La stagione seguente la squadra vince il suo primo campionato, ottenendo il diritto di partecipare alla UEFA Futsal Cup.

## Rosa 2013-2014
| N. |                    | Ruolo | Calciatore       |
| -- | ------------------ | ----- | ---------------- |
|    | Croazia (bandiera) | P     | Dragan Lukić     |
|    | Croazia (bandiera) | P     | Mario Modrušan   |
|    | Croazia (bandiera) | P     | Antonio Vuk      |
|    | Croazia (bandiera) | D     | Matija Đulvat    |
|    | Croazia (bandiera) | D     | Vedran Matošević |
|    | Croazia (bandiera) |       | Hrvoje Penava    |
|    | Croazia (bandiera) |       | Ivan Bašić       |
|    | Croazia (bandiera) |       | Kristijan Grbeša |
|    | Croazia (bandiera) |       | Nikola Grgić     |

| N. |                    | Ruolo | Calciatore          |
| -- | ------------------ | ----- | ------------------- |
|    | Croazia (bandiera) |       | Matija Capar        |
|    | Croazia (bandiera) |       | Josip Lazanin       |
|    | Croazia (bandiera) |       | Saša Ledinščak      |
|    | Croazia (bandiera) |       | Kristijan Postružin |
|    | Croazia (bandiera) |       | Bruno Šagud         |
|    | Croazia (bandiera) |       | Sadat Ziberi        |
|    | Croazia (bandiera) |       | Vlatko Brnić        |
|    | Croazia (bandiera) |       | Matej Horvat        |

## Palmarès
- Campionato croato: 1

2013-14